# Saint-Joseph-des-Épinettes
Saint-Joseph-des-Épinettes är en kyrkobyggnad i Paris, invigd åt den helige Josef från Nasaret. Kyrkan är belägen vid Rue Pouchet i Quartier des Épinettes i Paris sjuttonde arrondissement. Kyrkan konsekrerades av Léon-Adolphe Amette, ärkebiskop av Paris, den 26 maj 1910.